# Carminatia
Carminatia, rod glavočika, dio podtribusa Alomiinae. Postoji 5 vrsta; po Kew-u 4.

## Opis
Carminatia je mali rod jednogodišnjih biljaka iz Meksika. Rod se razlikuje po pernatim čekinjama papusa, uskim vjenčićima s glatkim režnjevima koji su pakirani u relativno uske glavice i 5-rebrastim cipselama. Rod je nekoć bio uvršten u Brickellia na temelju pogrešnog broja kromosoma, ali je dio grupe meksičkih rodova koji čine osnovu kromosomske x=10 klade plemena (vidi popis).
Turner (2009) je nedavno opisao novu vrstu roda Carminatia iz zapadnog Meksika.

## Vrste
1. Carminatia alvarezii Rzed. & Calderón
2. Carminatia balsana Hinojosa;(2023), Guerrero, Michoacán); sp. nov.
3. Carminatia papagayana B.L.Turner
4. Carminatia recondita McVaugh
5. Carminatia tenuiflora DC.